# Valori mobiliari
I valori mobiliari, noti anche con l'inglese security, sono degli asset finanziari negoziabili. Comprendono i titoli di massa e gli strumenti derivati; i primi si suddividono in titoli di capitale (azioni) e titoli di debito (obbligazioni).
I valori mobiliari sono caratterizzati dalle seguenti proprietà:
- Si possono vendere, comprare e ritirare nel mercato finanziario, per la precisione il mercato delle security (anche attraverso istituzioni che fanno da intermediari come le borse laddove l'emittente è quotato e rispetta i requisiti di quotazione come ad esempio l'obbligo di produrre un bilancio trimestrale controllato da un'agenzia di revisione). Siccome si possono scambiare tramite compravendita, sono detti titoli negoziabili e, in quanto negoziabili, hanno un prezzo basato su un valore che varia nel tempo.
- Tramite l'acquisto, una security cede dei diritti su un bene avente un valore, ovvero un asset/cespite (e.g. una parte dei profitti ricavati da un'attività di business di un'azienda che ha venduto delle security a un compratore). Di solito si usa questo diritto a scopo di lucro, ovvero per guadagnare (più il valore è alto, più la possibilità di guadagno è alta; più se ne comprano, più si guadagna).
- Anche se esistono più tipologie e sotto-tipologie di una stessa security, ciascun titolo dello stesso tipo, sotto-tipo e della stessa emissione attribuisce gli stessi diritti a chi la compra.
- Ogni emissione è formata da tanti titoli uguali tra loro, aventi lo stesso importo (detto valore nominale).
- Sono beni fungibili (conta il valore assegnato piuttosto che l'oggetto individuale) poiché i titoli di una stessa emissione sono identici.

## Classificazione e descrizione
- I titoli di capitale (equity securities) sono le azioni (cioè quote del capitale sociale di una S.p.A. o S.a.p.A.) e attribuiscono la qualifica di socio o azionista a chi le acquista, versando dunque capitale all'azienda. Le azioni sono divise in più sottotipi: per esempio, alcune azioni nell'ordinamento italiano e in altri danno il diritto di precedenza/prelazione nella distribuzione dei dividenti ma non concedono il diritto di voto nell'assemblea dei soci ("azioni privilegiate"). Siccome tramite le azioni si raccolgono finanziamenti non a debito, si dice che si sta praticando l'equity financing o finanziamento mediante emissione di azioni.

- I titoli di debito (debt securities) sono le obbligazioni (dei prestiti alla società che si rimborsano alla data di maturità maggiorati di interessi) e attribuiscono la qualifica di creditore della società e attribuiscono la qualifica di obbligazionista. Le obbligazioni possono pure essere emesse dallo Stato, tale per cui si distingue tra "obbligazione governativa" (titolo di stato) e "obbligazione societaria". Siccome le obbligazioni societarie o statali raccolgono finanziamenti a debito, si dice che si sta praticando il finanziamento mediante indebitamento o debt financing.

- I derivati (derivatives) sono invece i contratti a termine, i futures, le opzioni e gli swap. Mentre le azioni e obbligazioni si possono scambiare (anche) in borsa, i derivati si possono scambiare in borse specializzate, come per esempio le futures exchange.

A queste tre tipologie base, si potrebbero aggiungere gli strumenti del mercato monetario, per esempio i repurchase agreement ("repo"); di fatto, altri ancora sono classificati sia tra i derivati che tra gli strumenti del mercato monetario, ad esempio gli swap.
Ogni security viene scambiata in un preciso mercato finanziario, inteso in senso lato: il mercato dei valori mobiliari si suddivide in mercato delle azioni, mercato delle obbligazioni, mercato dei derivati e relative sottocategorie. Se il mercato è gestito da un intermediario regolamentato, il mercato si dice "pubblico", altrimenti è un "mercato privato". I due esempi per eccellenza sono la borsa valori e il mercato over the counter (OTC).
Una security si può anche considerare un bene/cespite intestato a una società (e.g. società per azioni) avente un valore e trasformabile in denaro liquido (ovvero "liquidabile"). Pertanto, le security sono anche degli asset, per la precisione degli asset finanziari. In questa definizione rientrano dunque le azioni, le obbligazioni, gli strumenti derivati e anche i conti correnti in banca; ognuno di essi porta denaro alla società e contribuisce, insieme a asset come terreni o brevetti, a formare il capitale sociale.
Un prestito bancario non è un valore mobiliare perché non si può rivendere in un mercato finanziario: resta di proprietà della banca che ha erogato il mutuo e, se il creditore non lo ripaga in toto o in parte per insolvenza o bancarotta fraudolenta o altri motivi, diventa un credito inesigibile, anche detto prestito non performante, che può venire eventualmente ceduto a una bad bank a prezzo scontato dal valore nominale in caso di squilibri patrimoniali della banca erogatrice del prestito. In tal caso, la bad bank si occuperà del rientro del prestito.